# 8374 Horohata
8374 Horohata (1992 AK1) là một tiểu hành tinh nằm phía ngoài của vành đai chính được phát hiện ngày 10 tháng 1 năm 1992 bởi S. Otomo ở Kiyosato.